# Dalton McGuinty

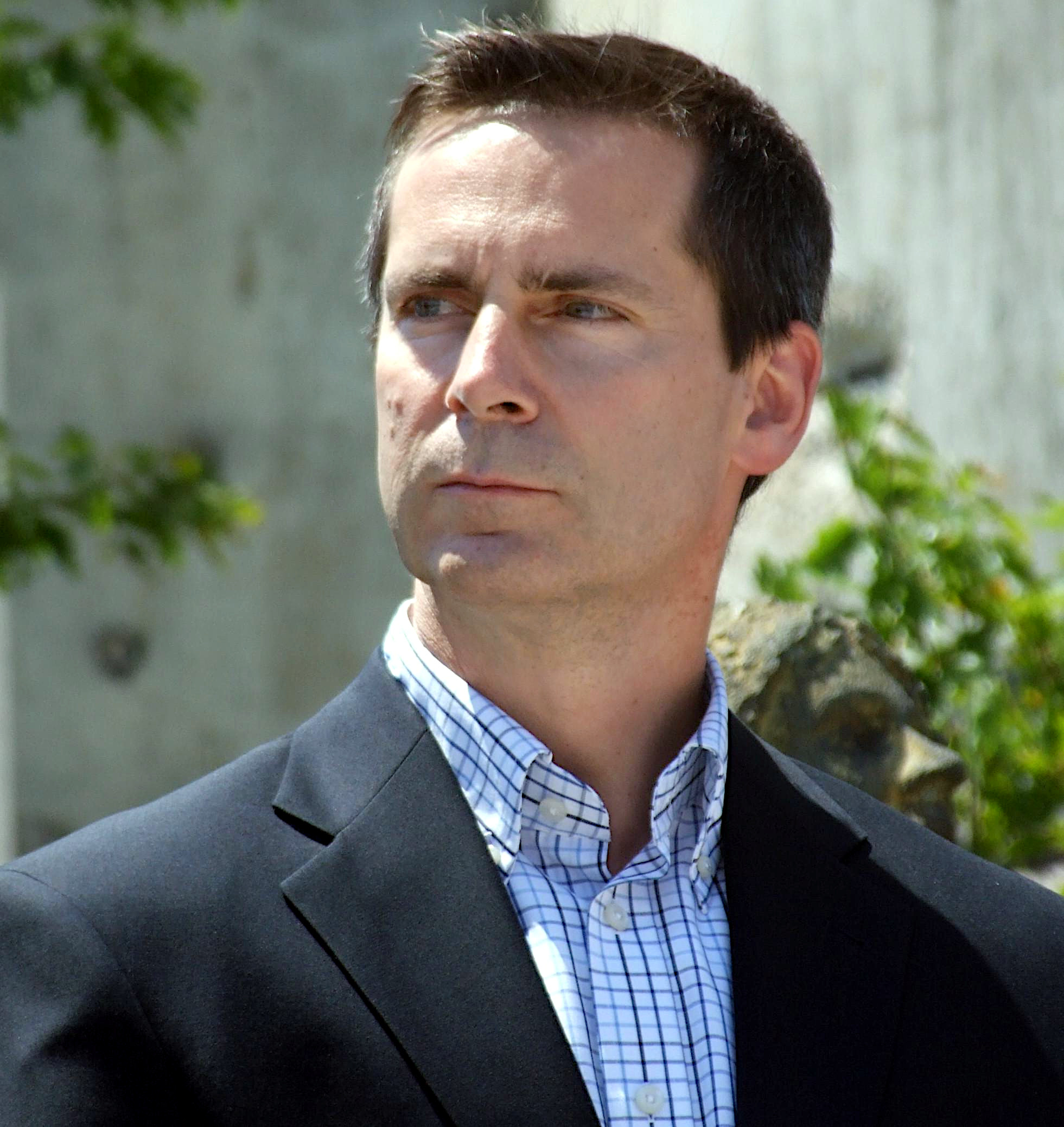
Dalton McGuinty (2007)

Dalton James Patrick McGuinty Jr. (* 19. Juli 1955 in Ottawa) ist ein kanadischer Rechtsanwalt und Politiker. Vom 23. Oktober 2003 bis zum 11. Februar 2013 war er Premierminister der Provinz Ontario. Nach John Sandfield Macdonald, der von 1867 bis 1871 regierte, war er erst der zweite Katholik in diesem Amt. McGuinty war von 1996 bis 2013 Vorsitzender der Ontario Liberal Party und vertrat seit 1990 den Wahlkreis Ottawa-Süd in der Legislativversammlung von Ontario. In der Finanzpolitik gilt er als moderat konservativ, während er in der Sozial- und Gesellschaftspolitik liberale Positionen vertritt. Sechs Monate nach seinem Rücktritt als Premierminister trat er auch als Abgeordneter zurück.

## Privatleben
Seine Eltern sind der Politiker und Professor Dalton McGuinty Sr., der von 1987 bis 1990 Abgeordneter für Ottawa-Süd gewesen war, und die Krankenschwester Elizabeth McGuinty. Als Sohn eines englischsprachigen Vaters und einer französischsprachigen Mutter wuchs McGuinty zweisprachig auf. Er hat neun Geschwister; sein jüngerer Bruder David McGuinty vertritt seit 2003 den Wahlkreis Ottawa-Süd im kanadischen Unterhaus.
McGuinty studierte Biologie an der McMaster University und machte danach einen Abschluss als Bachelor of Laws an der Universität Ottawa, bevor er als Rechtsanwalt tätig wurde. Er ist seit 1980 mit der Kindergartenlehrerin Terri McGuinty verheiratet, die er in der High School kennengelernt hatte; das Ehepaar hat vier Kinder.

## Provinzpolitik
Bei den Wahlen zur Legislativversammlung am 6. September 1990 wurde Dalton McGuinty im Wahlkreis Ottawa-Süd zum Nachfolger seines Vaters gewählt, der ein halbes Jahr zuvor verstorben war. Die liberale Regierung von David Peterson erlitt gegen die sozialdemokratische Ontario New Democratic Party (NDP) eine überraschende Niederlage und McGuinty war der einzige neue Abgeordnete der Liberalen. McGuinty war Oppositionssprecher in den Bereichen Energie, Umwelt, Hochschulen und Universitäten. Ohne Probleme schaffte er am 8. Juni 1995 die Wiederwahl. Seine Partei blieb weiterhin in der Opposition, da die NDP-Regierung durch eine Regierung der Progressive Conservative Party of Ontario abgelöst wurde.
Am 1. Dezember 1996 wurde McGuinty von der Delegiertenversammlung im fünften Wahlgang zum neuen Vorsitzenden der Ontario Liberal Party gewählt. Seine Wahl kam eher überraschend, da er im ersten Wahlgang nur an vierter Stelle gelegen hatte. Während seiner Zeit als offizieller Anführer der Opposition wurde McGuinty von Kritikern häufig als wenig charismatisch und wenig geübt im Umgang mit den Medien bezeichnet. Bei den Wahlen am 3. Juni 1999 konnten die Liberalen zwar markant Wähleranteile hinzugewinnen, was aber aufgrund des Mehrheitswahlrechts vorerst nur geringe Sitzgewinne einbrachte.
McGuinty konnte in der Folge seine Position als Parteivorsitzender festigen und es gelang ihm, die Partei als Hauptalternative zu den Konservativen zu etablieren. Die Chancen auf einen Wahlsieg stiegen, als die regierende Progressive Conservative Party in mehrere Kontroversen verwickelt wurde. Premierminister Mike Harris trat 2002 zurück. Dessen Nachfolger Ernie Eves gelang es nicht, die Gunst der Wähler wiederzugewinnen.
Während des Wahlkampfs 2003 führten die Liberalen von Beginn weg in den Meinungsumfragen und schafften am 2. Oktober einen überwältigenden Wahlsieg. McGuintys Partei erreichte einen Wähleranteil von 46,4 % und gewann 72 von 103 Sitzen in der Legislativversammlung, doppelt so viele wie vier Jahre zuvor. Das Amt als Premierminister trat McGuinty am 23. Oktober 2003 an.

## Premierminister
Kurz nach seinem Amtsantritt erhöhte McGuintys Regierung die Ausgaben im staatlichen Gesundheitswesen. Um dies zu finanzieren, erhöhte sie auch die obligatorischen Krankenkassenbeiträge. Damit brach die Liberale Partei gleich zu Beginn ein zentrales Wahlversprechen, nämlich den Verzicht auf Steuererhöhungen. Diese Maßnahme führte zu einem kurzfristigen Popularitätsschwund.
Das zweite, im Mai 2005 vorgelegte Staatsbudget sah umfangreiche Investitionen im Bildungsbereich vor. Dadurch kann die Regierung ein weiteres ihrer Wahlversprechen, ein ausgeglichenes Budget bis zum Fiskaljahr 2007/08, frühestens ein Jahr später als ursprünglich geplant erfüllen. Die Regierung konnte mit den Gewerkschaften in wichtigen Fragen eine Einigung erzielen, so dass die Streikwelle, die die konservative Vorgängerregierung erschüttert hatte, allmählich abflaute.
McGuinty befürwortet die Möglichkeit des Schwangerschaftsabbruchs; seine Regierung verabschiedete im Februar 2005 ein Gesetz, das die gleichgeschlechtliche Ehe erlaubt. Damit war Ontario Wegbereiter für die anderen kanadischen Provinzen und Territorien, die im Verlaufe eines halben Jahres nachzogen. Im Juni 2006 verkündete die Provinzregierung einen 20-Jahres-Plan zur Erneuerung aller Kraftwerke, der Ausgaben in der Höhe von 46 Milliarden Dollar vorsieht. McGuintys Regierung ist die erste Ontarios seit den 1970er Jahren, die offen den Bau neuer Kernkraftwerke unterstützt.
Bei den Wahlen am 10. Oktober 2007 sank der Wähleranteil der Ontario Liberal Party zwar um etwas mehr als vier Prozent, doch resultierte dies in einem einzigen Sitzverlust. McGuinty ist der erste liberale Premierminister Ontarios seit Mitchell Hepburn in den 1930er Jahren, der in seinem Amt bestätigt wurde. Der Wähleranteil sank bei den Wahlen am 6. Oktober 2011 erneut; die Liberalen verpassten die absolute Mehrheit um ein Mandat und McGuinty bildete eine Minderheitsregierung. Die Liberalen hofften, bei zwei Nachwahlen am 6. September 2012 die absolute Mehrheit doch noch zu erreichen, doch der angestrebte Sitzgewinn blieb aus. Am 15. Oktober 2012 gab er bekannt, er werde zurücktreten, sobald seine Partei einen Nachfolger gewählt habe. Der Parteitag der Liberalen wählte am 26. Januar 2013 Kathleen Wynne zur neuen Parteivorsitzenden. McGuinty blieb übergab die Amtsgeschäfte am 11. Februar und trat am 12. Juni auch als Abgeordneter zurück.